# Fulenbach
Fulenbach (toponimo tedesco) è un comune svizzero di 1 726 abitanti del Canton Soletta, nel distretto di Olten.